# Панино (Нижегородская область)
Па́нино — село в Сосновском районе Нижегородской области. Административный центр Панинского сельсовета.

## Население
| 2002 | 2010 |
| ---- | ---- |
| 421  | ↘353 |

### Национальный состав
Согласно результатам переписи 2002 года, в национальной структуре населения русские составляли 99 % из 421 чел.

## Улицы
| - ул. Заводская, - ул. Молодёжная, | - ул. Н. Сусловой, - ул. Советская. |

## Известные уроженцы
- Суслова, Аполлинария Прокофьевна (1840—1918) — русская писательница.
- Суслова, Надежда Прокофьевна (1843—1918) — первая в России женщина-врач[3].

## Достопримечательности
В селе расположена Покровская церковь, датированная 1814 годом.